# 迟云秀
迟云秀（1930年—），山东人，中国人民解放军中将。
1983年5月—1985年6月，任广州军区副参谋长。1985年6月至1990年4月，少将，任广州军区后勤部部长。1990年4月至1992年11月，任兰州军区参谋长。1991年，授予中国人民解放军中将。1992年11月至1994年12月，任成都军区副司令员。